# Parotocinclus longirostris
Parotocinclus longirostris és una espècie de peix de la família dels loricàrids i de l'ordre dels siluriformes. Va ser descrict per Julio C. Garavello el 1988.

## Morfologia
Els adults poden assolir fins a 2,7 cm de longitud total.

## Distribució geogràfica
Es troba a Sud-amèrica: conca del riu Amazones.